# Кам'яниця Яншольцівська
Кам'яниця Яншольцівська — будинок № 26 площі Ринок у Львові (Україна). Пам'ятка архітектури і містобудування національного значення від 24 серпня 1963 року. Охоронний № 326/24.

## Історія
Кам'яниця Яншольцівська збудована в другій половині XVI ст. Була власністю Яна Шольца. Перебудована в 1743—1744 рр. Я. Лельовським..
Теперішній власник будинку — територіальна громада м. Львова в особі Львівської міської ради (себто будівля — це міська комунальна власність). Близько 2003 року будинок почала використовувати як магазин торгова мережа «Еліт». Після цього в будинку облаштували відділення «Альфа-банку».

## Архітектура
Цегляний, оштукатурений, витягнутий у глиб ділянки, чотириповерховий. У першому поверсі збереглися готичні склепіння і кам'яні портали. Фасад отримав сучасний вигляд під час перебудови в XIX ст. Його прикрашають завершення вікон і тонкa витонченa ліпнинa.